# الدر مولدوجانوسوف
الدر مولدوجانوسوف (قرقیزی: Элдар Молдожунусов؛ زادهٔ ۱۵ سپتامبر ۱۹۹۵) بازیکن فوتبال اهل قرقیزستان است.
وی همچنین در تیم ملی فوتبال قرقیزستان بازی کرده‌است.